# Glenoleon pictus
Glenoleon pictus är en insektsart som beskrevs av Tim R. New 1985. Glenoleon pictus ingår i släktet Glenoleon och familjen myrlejonsländor. Inga underarter finns listade i Catalogue of Life.